# Piotr Dudycz
Piotr Dudycz ps. „Cezar” (ur. 23 czerwca 1902 w Humniskach, zm. 2 czerwca 1973 w Sanoku) – podoficer piechoty Wojska Polskiego, oficer Związku Walki Zbrojnej–Armii Krajowej, podporucznik Ludowego Wojska Polskiego, funkcjonariusz Milicji Obywatelskiej.

## Życiorys

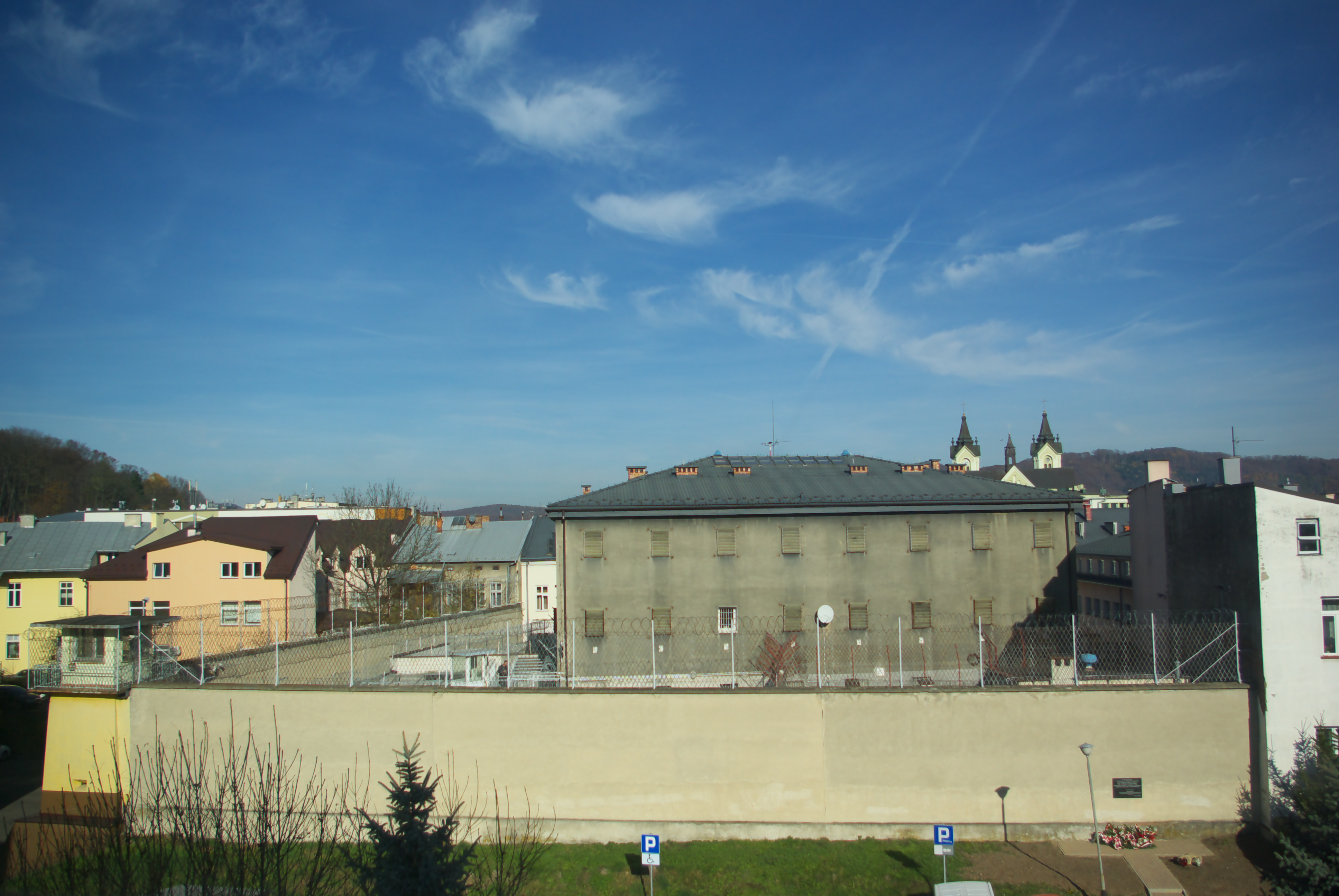
Byłe więzienie w Sanoku

Urodził się 23 czerwca 1902 w Humniskach. Był synem Bazylego i Marii. W 1920 brał udział w wojnie polsko-bolszewickiej w szeregach 19 pułku Piechoty Odsieczy Lwowa. Od 1920 do 1939 był zawodowym żołnierzem Wojska Polskiego II RP i w tych latach służył w 2 pułku Strzelców Podhalańskich w Sanoku w kompanii przeciwpancernej w stopniu plutonowego.
Po wybuchu II wojny światowej w 1939 uczestniczył w kampanii wrześniowej w szeregach 2. p.s.p.. Przebył szlak bojowy jednostki od Olkusza przez Wolbrom, Wiślice, Stopnicę, Tarnobrzeg, Lasy Janowskie, Narol, do Tomaszowa Lubelskiego, pełniąc stanowisko dowódcy plutonu artylerii przeciwpancernej. Po nastaniu okupacji niemieckiej zaangażował się w działalność konspiracyjną i 18 grudnia 1939 został zaprzysiężony w Związku Walki Zbrojnej, składając przysięgę przed Władysławem Romańczykiem ps. „Czarny”. Przyjął pseudonim „Cezar” (wzgl. „Cesar”). Prowadził rozpoznanie wojsk niemieckich (transportów, broni). Działał także przy organizacji przerzutu osób przez granicę na Węgry, na początku 1940 był w stopniu sierżanta Wojska Polskiego. Zamieszkiwał wówczas przy ulicy Młynarskiej 15 w Sanoku. Na skutek denuncjacji nacjonalisty ukraińskiego został aresztowany w Sanoku przez gestapo i 7 marca 1940 osadzony w więzieniu w Sanoku. Podczas śledztwa był torturowany. Został zwolniony z aresztu 28 marca 1940 (według danych administracji więziennej). Według wspomnień Dudycza zwolniono go z braku dowodów 15 kwietnia lub w maju 1940 i zobligowano do meldowania się w siedzibie gestapo przez okres trzech tygodni. W czerwcu 1940 powrócił do działalności podziemnej. Zajmował się kolportażem prasy podziemnej i wyszukiwaniem nowych konspiratorów.
Od listopada 1942 do maja 1944 pracował w straży więziennej w Sanoku, do której wstąpił za namową Władysława Skałkowskiego ps. „Dąb” oraz uzyskując poparcie miejscowych volksdeutschów. Pracował tam w porozumieniu z komendą obwodu Sanok Armii Krajowej, a kontaktował się w tym zakresie z ww. W. Skałkowskim, wchodząc w skład sekcji więziennej. W tym okresie zajmował się przekazywaniem korespondencji (grypsów) pomiędzy osadzonymi a ich bliskimi oraz informowaniem władz podziemia o już uwięzionych, a także o planowanych aresztowaniach. Według Łukasza Grzywacza-Świtalskiego na przełomie 1943/1944 Dudycz był aresztowany przez Niemców, aczkolwiek udało mu się zbiec (analogicznie w tym czasie byli aresztowani por. Władysław Okwieka vel Perkowski „Zan” i Alojzy Bełza ps. „Alik”). Według relacji samego Dudycza został on zatrzymany w czerwcu 1943 jako politycznie podejrzany przez policję ukraińską w Tyrawie Wołoskiej pod Sanokiem i przekazany do żandarmerii w Sanoku, zaś wykorzystując swoje znajomości wpłacił 300 zł. i został zwolniony.
W więzieniu w Sanoku służył też jako strażnik Nestor Kiszka ps. „Neron”, także członek polskiej konspiracji, aczkolwiek obaj z Dudyczem pracując razem do czerwca 1944 nie wiedzieli wzajemnie o swojej współpracy na rzecz AK i działali niezależnie od siebie. Wraz z komendantem obwodu AK Sanok Adamem Winogrodzkim ps. „Korwin”, Władysławem Pruchniakiem ps. „Ireneusz” i innymi konspiratorami „Cezar” uczestniczył w przygotowaniu akcji odbicia z więzienia Władysława Szelki ps. „Borsuk” (rannemu osadzonemu pomagał także w celi podczas jego osadzenia). W nocy 20/21 lipca 1944 konspiratorzy dokonali przejścia po drabinie przez mur okalający obszar więzienia i znaleźli się na terenie spacerowym. Przebywający na służbie w więzieniu Nestor Kiszka i Piotr Dudycz imitując świętowanie urodzin Dudycza mieli uśpić pozostałych częstując ich rzekomym alkoholem, a w rzeczywistości specyfikiem przygotowanym uprzednio przez sanockiego farmaceutę i członka AK, Stanisława Kawskiego ps. „Skrzypek”. Ostatecznie cały plan nie powiódł się (jeden ze strażników Nowakowski nie wziął udział w zainscenizowanej imprezie, zaś Dudycz nie dokonał wygaszenia oświetlenia dziedzińca więziennego oraz odcięcia łączności, nie wprowadzono do budynku oczekujących AK-owców), wobec czego przybyli i przygotowani do wkroczenia konspiratorzy wycofali się.
Po tejże akcji w obawie przed aresztowaniem Piotr Dudycz nie kontynuował już pracy strażnika więziennego i pozostawał w ukryciu. W stopniu starszego sierżanta był dowódcą oddziału sanocko-leskiego, który w połowie 1944 wszedł w skład oddziału partyzanckiego „Południe” (on sam podał datę 7 czerwca 1944). W tej strukturze objął dowodzenie nad utworzonym na przełomie lipca/sierpnia 1944 i organizowanym w Porażu V plutonem i uczestniczył w akcji „Burza”. 27 lipca 1944 jego pododdział stoczył potyczkę z Niemcami w rejonie Poraża i Niebieszczan. Jego V pluton dokonał ataku na kompanię Niemców wkraczających do Niebieszczan, po czym zabrał porzuconą przez nich broń i udał się w stronę pobliskiego Poraża. 16 sierpnia jego patrol zwiadowczy pojmał Chorwata z mieszanego batalionu niemieckiego, doprowadzając go do obozu OP-23. 20 września 1914 oddział został rozbrojony przez sowietów. W powojennych opracowaniach Piotr Dudycz jako dowódca oddziału był wymieniany w stopniu podporucznika.

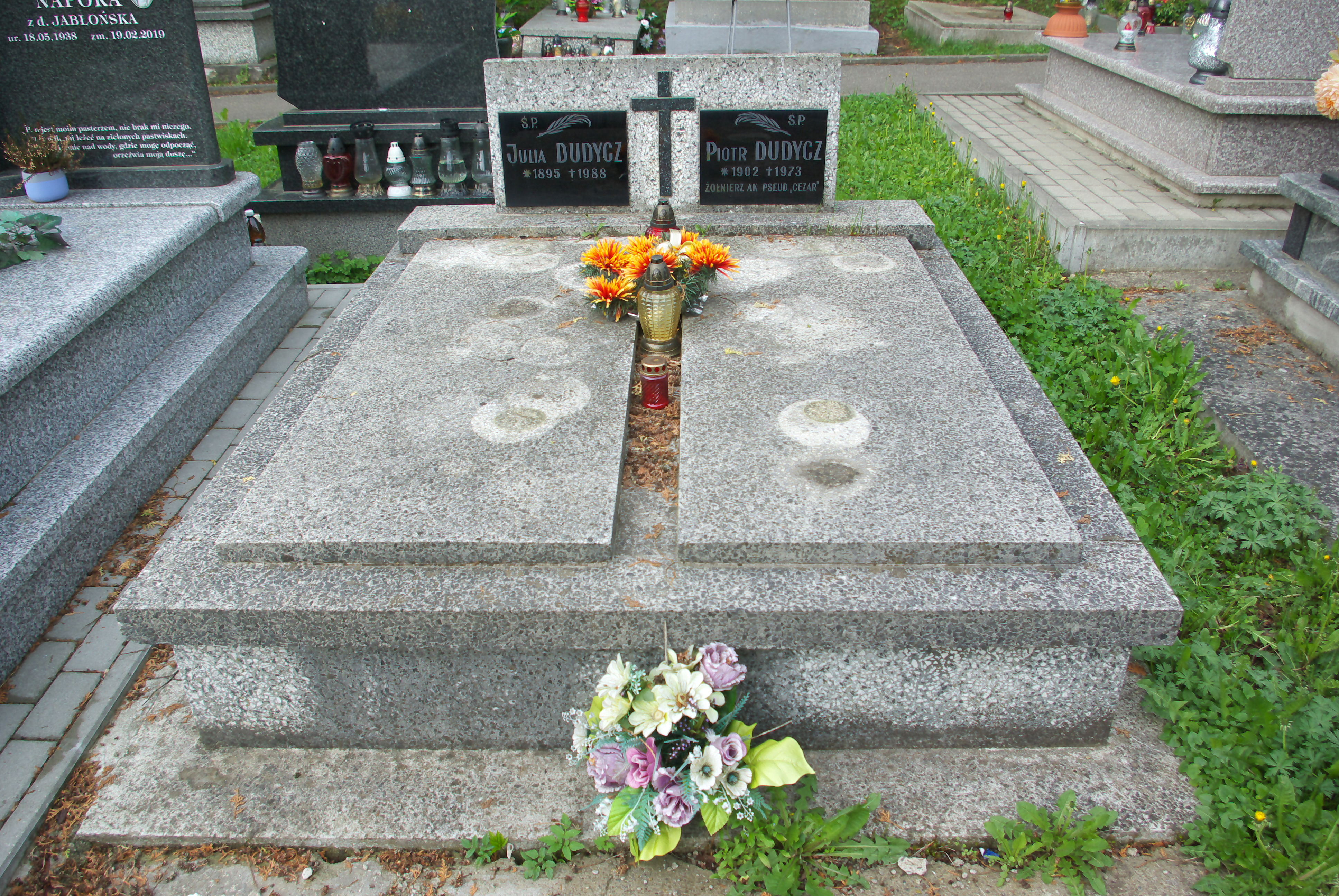
Grobowiec Piotra Dudycza

W okresie od 17 października 1944 do 18 lipca 1946 był żołnierzem Ludowego Wojska Polskiego. Skierowany do Wojsk Ochrony Pogranicza służył w 9 Oddziale Ochrony Pogranicza z siedzibą w Nowym Sączu. W 1945 pełnił funkcję komendanta strażnicy WOP Łupków. 9 września 1946 aresztowany przez Informację 8 Drezdeńskiej Dywizji Piechoty z Sanoka i przewieziony do Głównego Zarządu Informacji. Wyrokiem Wojskowego Sądu Okręgowego w Warszawie z 19 czerwca 1947 został skazany na karę 8 lat pozbawienia wolności. Był osadzony w Zakładzie Karnym we Wronkach. 25 września 1950 został zwolniony z odbywania kary. Po wyjściu na wolność przez lata pracował w PSS „Społem” w Sanoku jako referent handlowy. Według danych Inwentarza Instytutu Pamięci Narodowej za okres od 1951 do 1953 był funkcjonariuszem Milicji Obywatelskiej. Postanowieniem Najwyższego Sądu Wojskowego z 16 kwietnia 1958 wyrok WSO z 19 czerwca 1947 oraz wyrok NSW z 4 lipca 1947 zostały uchylone, a sprawa została umorzona z powodu braków dostatecznych dowodów. 17 marca 1958 został dołączony do Komisji Zdrowia i Pomocy Społecznej Miejskiej Rady Narodowej w Sanoku jako członek spoza rady. W Sanoku był działaczem komitetu blokowego. Od 1950 należał do Związku Bojowników o Wolność i Demokrację i był działaczem tej organizacji. 7 grudnia 1958 wybrany sekretarzem komisji weryfikacyjno-odznaczeniowej oddziału powiatowego w Sanoku ZBoWiD, 17 marca 1963 członkiem komisji rewizyjnej, 6 lutego 1966 sekretarzem komisji rewizyjnej (w toku zmian w nomenklaturze z 1964 oddział powiatowy został zastąpiony oddziałem). Był autorem pracy pt. Kronika ruchu oporu AK w sanockiem.
Po wojnie w okresie PRL do końca życia nadal zamieszkiwał w Sanoku przy ul. Młynarskiej 15. Tam zmarł 2 maja 1973. Został pochowany na cmentarzu komunalnym w Sanoku. W jego grobie spoczęła także jego żona Julia Dudycz z domu Gbur (1895-1988). Oboje mieli córkę Danutę Zofię (ur. 21 września 1934, zm. 28 listopada 1934).

## Odznaczenia
- Krzyż Srebrny Orderu Virtuti Militari (18 listopada 1971[17], za wojnę obronną 1939[7], udekorowany 29 stycznia 1972 podczas posiedzenia plenarnego Zarządu Okręgu ZBoWiD w Rzeszowie[63])
- Krzyż Partyzancki (27 sierpnia 1959)[70]
- Medal Zwycięstwa i Wolności 1945[9]
- Medal za Wolność i Demokrację[d]
- Odznaka Grunwaldzka (16 lipca 1946)[17]
- Medal Pamiątkowy za Wojnę 1918–1921[17]
- Medal Dziesięciolecia Odzyskanej Niepodległości[17]
- Medal za Długoletnią Służbę[17]
- Krzyż Armii Krajowej (nadany przez Kapitułę Światowego Związku Żołnierzy Armii Krajowej w Londynie, przekazany w marcu 1970 żołnierzom AK z Sanoka)[71]
- Dyplom Przewodniczącego Krajowej Rady Narodowej (5 sierpnia 1946)[7]